# マクロスFの登場人物
マクロスFの登場人物（マクロスフロンティアのとうじょうじんぶつ）では、2008年に放映されたテレビアニメ『マクロスF』および、関連する諸作品に登場する架空の人物について述べる。

## 概説
「マクロスシリーズ」25周年記念作品として企画された『マクロスF』は、これまでのシリーズの「集大成」「原点回帰」といったコンセプトのもとに制作されており（別項を参照）、第1作『超時空要塞マクロス』以来シリーズの伝統となっている「可変戦闘機」「歌」「三角関係」が重要な要素として位置づけられている。総監督の河森正治は本作の「一番見てもらいたいポイント」として「マクロスの本来のスタイルである、壮大な宇宙戦闘の中での小さな三角関係と歌」と述べており、宇宙移民船団「マクロス・フロンティア」に住む地球人類と宇宙生物「バジュラ」との戦いという大状況のなかで、パイロットの主人公と、二人の「歌姫」による三角関係を中心とした人間関係が描かれている。また、「原点回帰」ということで、第1作『超時空要塞マクロス』の登場人物に相当するポジションのキャラクターも複数設定されている。
キャラクターのテーマについて河森は、「マクロスシリーズ」における「普遍のテーマ」である「カルチャーショック」と「ディスコミュニケーション」と述べている。本作における大状況である「人類とバジュラの戦い」も、異なる種族であることに由来する「誤解」がもとになっており、主人公たちをはじめとするキャラクター同士の関係においても、すれ違いから始まる葛藤や悩みが描かれている。河森は登場人物のやり取りにおいて起こる誤解について、初見時にその部分だけを見て視聴者が違和感を持っても、物語が進み、後で分かった状態で見直せば、誤解の起こった要因について気付くような作りになっているという趣旨のことを述べている。
キャラクターデザインは4、5人のなかからオーディションで選ばれた江端里沙と高橋裕一が担当。江端はおもに学生や民間人のキャラクターを、高橋は社会人や軍人のキャラクターを担当している。江端は監督より「シリアスもできてギャグもできる雰囲気で」「動かしやすく分かりやすいラインで」という注文を受けたといい、河森は登場人物の多さから「ひと目で見分けられること」を心がけたと語っている。

### 制作の過程
本作の企画時に対象年齢を下げてほしいという注文があり、『超時空要塞マクロス』から25年が経過していることから、幅広い世代が身近に感じることができ、「パイロットと歌手が出会う」状況を生み出すために、「学校」という舞台が選ばれた。また、学生が軍人になることに説得力を与えるために、現実世界においても役割の増している「民間軍事会社」という設定が考えられた。主人公は堀越学園をモデルにした学校のパイロット養成コースに通いながら、民間軍事会社のパイロットとして戦場に出ることになる。
本作のキャラクターについてまず考えられたのが、シリーズにおける伝統のひとつである「歌手」をどのようにするかということであった。4クール構成でじっくり歌姫の成長を描けた1980年代と違い、2000年代は1クールや2クール構成の番組が多く、展開を早くしないと視聴者がついてこないだろうとの判断から、最初から売れている歌手（シェリル・ノーム）を登場させておいて、歌手志望のヒロイン（ランカ・リー）がそれを追いかける構図となった。これには、シェリルの銀河ナンバーワンの歌手という設定を表現できるか分からず、シェリルにふさわしい歌手が見つかったらシェリルを膨らませようと考えていたという背景もある。こうして二人の歌手を出すことが決定され、それに対応する二人の男性キャラクター（早乙女アルト、ブレラ・スターン）が生み出された。
主人公については、人目を引くことを目的に、二人の歌手に匹敵しうるユニークさについて考えた結果「美人」の男と設定され、さらに「宇宙パイロット」とのミスマッチを狙い、スタッフの一人から出た「歌舞伎の女形」というアイデアを組み合わせた。
『超時空要塞マクロス』が男一人と女二人の三角関係だったため、創作において「同じことは繰り返さない」ということをモットーにしていた河森は当初、男二人と女一人の三角関係を想定していた。ランカを主体にアルトとブレラという二人の男性キャラクターがヒロインを取り合う構図が考えられており、この時点でのシェリルはヒロインであるランカの憧れの歌手というだけだった。これに対し、シリーズ構成の吉野弘幸が初代『超時空要塞マクロス』においてファンの間で「ミンメイ派」「未沙派」に分かれて盛り上がったのが楽しかったことから、二人のヒロインのシェリルとランカが主人公のアルトを取り合う構図を提案。これが取り入れられ、男ひとり、女ふたりの三角関係となった。テレビ版『超時空要塞マクロス』でのリン・ミンメイが一般人から徐々にアイドルの階段を上っていくのに対し、劇場版『超時空要塞マクロス 愛・おぼえていますか』のミンメイは物語開始当初からアイドルだったため、テレビ版ミンメイ対劇場版ミンメイという構想ができた。これによりシェリルの比重が重くなり、二人は対等なダブルヒロインとなった。歌や恋のライバルでありながら互いに認め合う二人の関係性について、吉野は『ガラスの仮面』の北島マヤと姫川亜弓や、『エースをねらえ!』の岡ひろみと竜崎麗香（お蝶夫人）のような「少女漫画の王道の構図」を例示している。
三人の三角関係について、「予定調和」を嫌い「ライブ感覚」を重視する河森は、その結末を決めることなく制作を始めたと語っている。吉野も同様で、結末を決めて話を作ると視聴者に先を読まれると考え、一方のヒロインがリードした状態を描いたときは、もう一方のヒロインにもエピソードを設けて拮抗した状態を作り上げたという。大状況についてはあらかじめ大まかに構成し、一方でキャラクターの個々のドラマについては、「キャラクターが動いていく方向を尊重して描いていった」としている。
2009年以降に公開された、テレビアニメの再構成版である『劇場版 マクロスF』ではキャラクターの設定が一部変更され、アルトとランカは最初から知り合いという設定になっており、シェリルにはスパイ疑惑というエピソードが描かれている。また、テレビ版発表より2年が経過してランカ役の新人、中島愛が成長していること、その他の声優たちや視聴者も成長していることから、アルトやランカについては精神年齢が1歳半から2歳ほど引き上げられた。

## 凡例
以下、『マクロスF』関連作品に登場するキャラクターを一覧形式で紹介する。『マクロスF』はさまざまな媒体でメディアミックスが行われており、作品によってキャラクターの設定や位置づけなどが異なる場合がある。本項目では原則として、原典であるテレビアニメ版『マクロスF』（以下、「テレビ版」）の設定にもとづいて説明する。メディアミックス作品については、フロンティア船団とバジュラの戦いを最初から結末に至るまで描いたものを中心に述べ、キャラクターの大きな変更・追加点や、テレビ版と共通しているかどうか定かではない設定などは、作品ごとにそれぞれ以下のように分別して紹介する。
- テレビ版漫画 - 青木ハヤトの漫画『マクロスF』
- テレビ版小説 - 小太刀右京の小説『マクロスフロンティア』、『マクロスF フロンティア・メモリーズ』『マクロスF フロンティア・ダイアリーズ』収録の短編小説
- 劇場版 - 『劇場版 マクロスF』2部作
- 劇場版小説 - 小太刀右京の小説『劇場版マクロスF』上下巻、『マクロスF ビジュアルコレクション シェリル・ノームFINAL』掲載の短編小説「アルカトラズ・デイ」
- 少女漫画版 - 小山鹿梨子の漫画『シェリル 〜キス・イン・ザ・ギャラクシー〜』

上記以外の作品について述べる際は、そのつどタイトルを明記する。
テレビ版やその派生作品と大きく異なる内容である「マクロスF 超次空歌巫女ランカ」（『月刊コンプエース』に掲載）や、『マクロスエース』に掲載された4コマ漫画や読み切り作品の内容については、ここでは扱わない。Flashアニメ『マックロッスfufonfia』、ミュージックビデオ『娘クリ Nyan×2 Music Clip』、『電撃ホビーマガジン』の連載企画と連動した小太刀右京の小説『マクロス・ザ・ライド』の登場人物については、それぞれ別項目を参照。

## 主要キャラクター
早乙女アルト（さおとめ アルト / 早乙女有人 / Alto Saotome）
声 - 中村悠一
主人公。美星学園高等部航宙科パイロット養成コースに通う少年。2042年7月27日生まれの16歳（作中で誕生日を迎え17歳）。身長175cm。
歌舞伎の名門、早乙女一門の跡取りとして生まれ、10歳で初舞台を踏み、その天賦の演才で伝説的な女形として芸能関係者を呻らせ将来を嘱望されていたが、亡き母の影響と幼少から抱いていた大空への憧れを捨てられず、父である早乙女嵐蔵と大喧嘩のすえに勘当される。以後、二度と早乙女家には近づかないと誓いを立てていた。高等部進学時に演劇科から航宙科へと転科。学業成績は次席と優秀で、パワーグライダー「EX-ギア」を用いたアクロバット飛行を得意としている。
美少女と見紛うほどの美貌の持ち主で、同級生のミハエル・ブランには「アルト姫」というあだ名をつけられている。自分の女性的な容姿や出生には強いコンプレックスを抱いており、女性に間違えられると反射的に怒りをあらわにする。
斜に構え反抗的な態度をとることが多いが、正義感は強く、義理固い性格。一方で異性関係には疎く、ランカやシェリルの気持ちにはまったく気づかない。手慰みに紙飛行機を折っては飛ばす癖がある。母から贈られたお守りを大事にしており、首に下げ片時も離さない。
シェリルのライブ当日にランカ、シェリルと知り合い、ライブ直後のバジュラ襲撃で逃げ遅れたランカを救うため、戦死したヘンリー・ギリアムのVF-25Fに搭乗。統合軍のキャサリン・グラスやS.M.Sのオズマ・リーに目をつけられたことがきっかけで、S.M.Sスカル小隊所属のパイロットとなり、ギリアムから引き継いだ白地に赤と黒のラインの入ったVF-25Fの007番機に搭乗することになる。入隊後の階級は准尉（のちに少尉）。スカル小隊でのコールサインは「スカル4」。
パイロットとして天才的な腕前を持つが、己の身に流れる役者としての血や未練を断ち切れていないことに気づき、自分自身のあるべき姿に迷いを感じる。一方で激しさを増すバジュラとの戦闘や、その背後にある秘密、シェリルやランカの変化により、大事なものを護るための戦いに否応なしに巻き込まれていく。
S.M.Sの解体・新統合軍への編入後は正規軍人として中尉に昇進し、サジタリウス小隊の隊長に就任、VF-171EXに搭乗するようになる（コールサインは「サジタリウス1」）。バジュラ本星での決戦において、船団から離脱していたS.M.Sの帰還にともないスカル小隊に復帰し、ギャラクシー船団に捕らえられたランカの救出と、支配されたバジュラクイーンの解放という役割を担い、戦役終結後は念願だった本物の空を飛ぶ。
テレビ版漫画 - 女性のような顔立ちであることや、役者の家に生まれたがその道を捨て、演劇コースから転科したことは描かれているが、歌舞伎や実家との関わりについては具体的には触れられていない。
テレビ版小説 - テレビ版ではあまり描かれなかった「歌舞伎」に焦点が当てられており、アルトの人格や軍人としての才能など、あらゆる面でのバックボーンとして全編にわたって描かれている。父の方針により幼少のころよりあらゆることを叩き込まれ、古武術なども身に付けている。早乙女家を出たあとは千束ブロックにある八畳一間のアパートに住む。かつては日常生活においても女として生きる「真女形」の修行経験があり、舞台で男の性欲の対象として見られることに耐えられなかったことをミハエルに語る場面がある。
バジュラ戦役の終盤においては、新統合軍に編入しながらも、S.M.S離反時にオズマから受けた弾丸に隠されていたマイクロチップのデータをもとに、その卓越した演技力によって周囲に気取られないようにしながらクランとともに三島の悪事の証拠を各所に提供し、告発の準備を整える。
短編「デンジャラス・ジャーニー」においては、父への反発から男として振舞っているが、リラックスしたときには「女」の部分が無意識に出るとされている。
劇場版 - テレビ版とは異なり、ランカとは以前からの知り合い。幼少期にはギャラクシー船団を訪れたことがある。フロンティア船団を訪れたシェリルのライブで彼女と知り合い、最初は反目するが、そのプロ意識を目の当たりにして認識を改める。のちにランカとの対話で、自分が演じている役に飲み込まれるという恐怖ゆえに歌舞伎から逃げ出したことを自覚する。シェリルがスパイ疑惑をかけられていることを知り一度は疑念を向けるものの、シェリルがなくしたイヤリングに付いている「想いを伝える石（フォールドクォーツ）」を通じてその心中に秘めた深い孤独を感じ取り、シェリルのために行動するようになる。
バジュラとの第一次遭遇戦（または第二次バジュラ遭遇戦）のあとは、シェリルの監視を兼ねた護衛の任務に就く。シェリルが戦時諜報員として死刑宣告を受け、一時は動揺しながらもオズマの叱咤を受けて救出に尽力するが、途中でシェリルはランカをかばって宇宙空間に放り出される。その悲しみをみずから乗り越え、バジュラ本星の決戦ではランカの歌をYF-29 デュランダルに乗せてバジュラに届ける役割を担う。戦闘の最中、生きていたシェリルと再会を果たし、同時に幼少期のシェリルに出会っていたことを思い出す。その後、ふたりの歌姫の助力を得て「光の舞」を体現し、バトル・フロンティアと融合させられたバジュラクイーン（クイーン・フロンティア）に歌を届けるが、援軍のS.M.S・新統合軍連合艦隊による一斉砲火が行われ、ランカの告白に対する答えと、自身のシェリルへの思いを告げた直後、フォールドするクイーン・フロンティアとともに行方不明となる。

少女漫画版 - フロンティア船団を訪れたシェリルの舞台裏での態度を注意し、その後バジュラの攻撃からシェリルを救う。ランカとは以前からの知り合い。決められたレールを嫌って歌舞伎から空に逃げたことを自覚し、シェリルと出会ってから心の中の空虚な部分が埋められていったことを語る。ギャラクシー船団との最終戦ではコードネームを「ヴァルキュリア1」と改め、シェリルをギャラクシー船団元老院まで送り届ける任務を受け、強化型V型ウイルスを搭載し地球に向けて出発したギャラクシー6を追ってブレラとともに行方不明になる。のちにシェリルとランカによって発見、救出されるが、バジュラクイーンによってシェリルに関する記憶を消されていた。ランカとブレラを救うためにみずからを身代わりにしようとしたシェリルとともに行こうとするが、心を動かされたバジュラクイーンに救われたすえに記憶を取り戻し、シェリルと結ばれる。

制作・備考 - 河森によるとコンセプトは「少女のように見える少年」。また、「どこまで本心なのか、本人も分からなくなっている、というキャラクター」への試みであるとも語っている。当初の企画段階ではゲーマーという設定だったが、ありがちになるため歌舞伎役者に変更された。性格面でも本来は「無口でクール」ということになっていたが、それでは主人公として動かしにくく、ふたりの少女に挟まれるという人間関係から、いつしか優柔不断な人物像となっていたという。
上述のように「歌舞伎の女形」という設定を与えられてはいるが、河森はテレビ版における反省点のひとつとして、本編中でアルトの芸をほとんど描けなかったことを挙げている。歌舞伎の舞をアニメーションで再現するのが困難であったことがその理由で、本編では舞の直接的描写は避けて、会話内容にニュアンスを含めるにとどめたという。また吉野は、本作についてヒロインふたりにもさまざまな設定があることから「ちょっといろんなアイディアが過積載ぎみな作品なんですよ」と評したうえで、主人公であるアルトを「視聴者との接点」とする必要から「父親との確執」「空への憧れ」といった部分を前面に出し、特殊な世界であり「視聴者との接点」を持たせにくい「女形」の部分にはあまり焦点を当てなかったとしている。
アルトを演じた中村は、アルトが二人のヒロインのあいだで揺れているように見える場面があるたびに共演者（とりわけ女性）から非難を受けたと語っている。中村自身はアルトについて、高校時代に声優になりたいという夢のことばかりが頭の中を占め、当時の友人や恋人との思い出がほとんどないという自分自身と重ね、パイロットになるという夢が大きいがために恋愛に興味を持っていないのではないかと解釈していた。
河森は、実際には『超時空要塞マクロス』の主人公、一条輝よりも活躍しているにもかかわらず、アルトの容姿や声が完璧であるがゆえに、かえって優柔不断に映ったのではないかと分析している。
劇場版では上述のように精神年齢が上げられており、また、河森はテレビ版であまり描けなかった歌舞伎役者としての潜在能力を活かそうと考え、これにパイロットとしての才能を結びつけたときの「未知数の力」を物語に組み入れたと語っている。
本作の流れを汲む『マクロスFB7 銀河流魂 オレノウタヲキケ！』には登場しない。

シェリル・ノーム (Sheryl Nome)
声 - 遠藤綾 / 歌 - May'n
本作のヒロイン・歌姫のひとり。マクロス・ギャラクシー船団出身で、「銀河の妖精」の異名をもつトップシンガー。

ランカ・リー (Ranka Lee)
声 - 中島愛
本作のヒロイン・歌姫のひとり。シェリルに憧れ、歌手を志す少女。のちに「超時空シンデレラ」と呼ばれるアイドル歌手となる。

## マクロス・フロンティア船団

### 美星学園
ミハエル・ブラン (Michael Blanc)
声 - 神谷浩史
愛称はミシェル。2042年生まれの17歳。身長180cm。航宙科ナンバー1の優等生で、アルトの好敵手にして親友。同時にS.M.Sスカル小隊所属の少尉という、もうひとつの顔を持つ。小隊では長距離狙撃を担当し、搭乗機はスナイパー仕様のVF-25G。コールサインは「スカル2」。パーソナルカラーは青。アルトとはS.M.Sの宿舎も同部屋となる。
祖父母のうちひとりがゾラ人で、種族特有の尖った耳が特徴。常人離れした視力を持ち、矯正用の眼鏡をかけている。女性を見つけると口説かずにはいられない性分。年上が好みで、何人もの女性と交際しているが、死と隣り合わせで生きているため本気の恋愛には臆病で、割り切った関係の相手としか付き合わない。
両親を幼少時に失い、姉のジェシカも失ってからは天涯孤独の身。S.M.Sに入隊し、スナイパータイプの機体に乗っているのも、姉の死の影響によるもの。人生を達観しており、アルトのS.M.S入隊やランカの歌手志望に厳しい目を向け、その道を進む覚悟を問う場面もある。クラン・クランとは幼馴染で、互いに特別な思いを抱いている。自身は巨人化すると元に戻れないとされている。
アイランド1内で大量発生したバジュラ幼生との交戦中、巨人化の途中で動けないクランを守って致命傷を負いながらも戦い抜き、最期にクランへの秘めた思いを告げ、外壁の破損箇所から宇宙空間に吸い出されて命を落とす。
テレビ版漫画 - 名前は「ミシェル・ブラン」。死の状況が変更されており、ランカの歌でバジュラをおびき寄せフォールド爆弾によって殲滅する作戦において、バジュラに機体を破壊され脱出不能になったクランを逃がし、みずからはフォールド爆弾の爆発に飲まれて消滅するというものになっている。
テレビ版小説 - 多種族・多民族の血を引き、伝統も故郷ももたないことから「何者でもない」と自覚しており、姉の死後、孤独に耐えるために力と金を欲しS.M.Sに入る。それゆえに生まれつき伝統も才能も持ち合わせ、人殺しの経験がなく汚れを知らないアルトに対しては複雑な感情を抱き、アルトを汚してよいのは自分だけであり、それは自分にしかできないという思いから友人であることを選ぶ。
劇場版 - 立場はテレビ版とほぼ同じで、アルトやランカを問いただす場面もある。アルカトラズの慰問ライブではクラン、カナリア、ミーナとともに「ラブリーボンバー (Lovely Bomber) 」としてFire Bomberふうのステージ衣装を着用してギターを弾き、ギターに仕込まれた麻酔銃でシェリルの脱走を援護する。バジュラ本星の戦いでは、危機に陥ったクランの救出に向かい、機体を大破させながらも生還し、アルトの舞を見届ける。
制作・備考 - 企画の当初から存在したキャラクターで、アルトが成長するきっかけを作るために途中で死亡することが早い段階で決定していたといい、テレビ版では本来は1クールで死亡する予定だった。第9話「フレンドリー・ファイア」がミハエルに焦点を当てたエピソードであるのはそのためだが、河森の想定以上に「良いキャラクター」となったため（あるいは、アルトと仲が良くなったため）、2クール目まで生きながらえさせることになったという。その死については「犬死に」と評される向きもあったが、河森は戦争における死は無駄なものしかなく、戦死を意味のあるものとして美化したくないという思いがあると語っている。「クランの胸の中で死ぬ」という案も存在したがシナリオ段階で断念され、劇中では生死不明ともとれる描写となっているが、河森は『オトナアニメ vol.10』のインタビューで「少なくとも、TVシリーズでは死んでいますね。」と答えている。ただし、史実をもとにした映像という設定から、別メディアでは違った結果になっている可能性もありうると示唆していた。劇場版では最後まで生き残るが、これについて河森は、中途半端にテレビ版の展開を再現するのは無意味だと判断した結果であると述べている。
ルカ・アンジェローニ (Luca Angeloni)
声 - 福山潤
アルトを先輩と慕う航宙科の後輩（1年飛び級しているため、学年は同じ）。2043年生まれの15歳。身長160cm。ミハエルと同じくS.M.Sスカル小隊所属のパイロットで、RVF-25に搭乗し、おもに後方からの情報支援を担当する。階級は准尉。コールサインは「スカル3」。パーソナルカラーは緑。随伴機として専用の無人戦闘機ゴースト3機を使用し、それぞれシモン、ヨハネ、ペテロという名を付けている。
まだ幼さの残る少年で、アルトとミハエルというふたりの個性的な先輩に振り回される存在だが、コンピュータや軍用電子機器の扱いにかけては無二の天才。総合機械メーカーL.A.I技研の経営一族の子息で、技術開発部特別顧問の肩書きを持つ。VF-25の開発にも関わっており、そのコネクションを生かし開発中のフォールドブースターなどの最新試作装備をS.M.Sに廻すこともある。自機やゴーストたちだけではなく、EXギアにまで名前をつけて可愛がっており、丁寧に磨く。松浦ナナセに思いを寄せているが、気づかれていない。
ランカの歌の効果が判明したあとは、接近した三島に対し、歌を兵器として利用する策を提案する。さらにナナセの負傷とミハエルの戦死をきっかけに、手段を選ばず非情に徹するようになり、ランカを囮にしたり、死に瀕したシェリルの歌を利用する策を立案したりする。S.M.S離反時も新統合軍に残るが、バジュラ本星における決戦で、一度は袂を分かったオズマにスカル小隊の一員と認められて笑顔を取り戻し、「ユダ・システム」によりゴーストの制限を解除して小隊を援護する。
テレビ版小説 - 騎士の家系で、イタリア系の血を引いているとの説明がある。
劇場版 - 姉のジュリア（後述）が三島と婚約している。三島の計画に反対したことで謀殺されそうになるもミハエルに救助され、アルカトラズのシェリル救出作戦では、警備システムがL.A.I製であることから、みずから内部に潜入し、セキュリティの解除を担当する。
制作・備考 - アルト、ミハエルのあいだに立つ3人目として、まず『超時空要塞マクロス』の柿崎速雄のようなキャラクターはないということで、「コンピュータ少年」という「ありがち」な設定となり、江端がアルトやミハエルとの差別化をはかりキューピーをイメージした頬がピンクで半ズボンを穿いたデザインを提出したところ、そのインパクトが面白いと評価され採用された。劇場版では、決定稿前の段階まで途中で退場する予定だったが、その後のアルカトラズにおけるシェリル救出作戦の場面でロックを解除する役割が必要になるため、生き残ることになった。
松浦ナナセ（まつうら ナナセ / Matsuura Nanase）
声 - 桑島法子
アルトたちの級友。2043年生まれの16歳。身長165cm。美術科所属で、ランカとはアルバイト仲間。Gカップのバストをもち、眼鏡をかけた姿が特徴。
おとなしく引っ込み思案な性格だが、ランカのことに対しては積極的で大胆な面を見せる。ルカに思いを寄せられているが、まったく気づいていない。
フロンティア政府によってランカを支えるプロジェクトチームが発足すると、持ち込んだ衣装デザインをグレイス・オコナーに認められ、プロジェクトの一員に加えられる。のちにアイランド1内部に大量発生したバジュラの攻撃により重傷を負って昏睡状態となるが、戦役終結後に意識を回復する。
テレビ版小説 - 大量発生したバジュラの攻撃による負傷後、見舞いに来たアルトに自身の過去を語る場面がある。「平凡なサラリーマン」の父と美人の母との間に生まれ、母には逃げられているが、父は籍を残している。12歳か13歳のころに誘拐されたことがあり、その際に何をされたかの記憶はないというが、父に自分から誘惑したのではないかとなじられて世界を呪い、その後自分と正反対の、中性的で無垢な存在であると自身が認めるランカと出会い、「理想の女性像」を見出したとされる。
劇場版 - 前編『イツワリノウタヒメ』には未登場。完結編『サヨナラノツバサ』ではベクタープロモーションのスタッフで、ランカのマネージャー、スタイリスト、ヘアメイクを担当する「何でも屋」として登場する。
劇場版小説 - 上巻『イツワリノウタヒメ』よりベクタープロモーションの敏腕マネージャーとして登場し、ランカに指名されパイロットとしてCM撮影に協力するアルトに、ルカが操縦するVE-1から指示を出す。下巻『サヨナラノツバサ』では、シェリルが逮捕されたあとの穴をランカが埋める手筈を整える。
少女漫画版 - テレビ版同様、美星学園の生徒として登場する。
制作・備考 - ルカとセットになって生み出されたキャラクターで、ランカに対する好意に関しては、自身が幼少期よりそのプロポーションゆえに嫌な思いをさせられてきたために男性が苦手で、ランカを「自分の中の理想の少女像」と見なしているという裏設定があり、劇中に登場する天使のようなランカの絵はその表れとされている。ナナセに関してはいろいろなエピソードの案があったが、テレビ版では尺の関係で断念された。劇場版前編『イツワリノウタヒメ』には時間の都合で登場しないことになった。河森は存在がなくなったわけではなく、完結編には登場させると述べていた。上述のとおり完結編『サヨナラノツバサ』には立場を変えて登場するものの、絵コンテの段階で予定されていたマヤン島のシーンでの登場はカットされた。

### S.M.S

#### スカル小隊
オズマ・リー (Ozma Lee)
声 - 小西克幸
S.M.Sスカル小隊の隊長。2032年1月5日生まれの27歳。身長185cm。民間軍事会社の社員であるが、少佐という軍人の階級を持つ。搭乗機は指揮官用のVF-25S。コールサインは「スカル1（リーダー）」。機体はグレーを下地として黄色と黒のラインが入り、背面にパーソナルマークの牛の骸骨が描かれている。愛車はランチア・デルタHFインテグラーレ・エボルツィオーネの外見を持つ電気自動車であり、こちらにも車体にVF-25Sと同じパーソナルマークが描かれている。
普段は豪放磊落で大雑把な性格だが、任務では元軍人らしいシビアさを見せる。パイロットとしての腕は一流で、操縦に高度な技量を要するアーマード装備を常用する。新統合軍のエースパイロットとなり第117次大規模調査船団の護衛任務に就いていたが、バジュラの襲撃で船団は壊滅。この時の軍上層部の対応（バジュラ襲撃の秘諾）を巡って軋轢が生じ軍を除隊しS.M.Sに所属する。船団壊滅時にランカの家族を救えなかった悔恨からランカを引き取り、妹として育てている。
ランカには非常に甘く過保護で、彼女のためならばS.M.Sの職権乱用も辞さない。ランカには人事部で事務職に就いていると嘘をついていたが、戦闘で負傷し知られることになる。ランカの歌手になるという夢には強く反対するが、彼女の成人が近いことやエルモの説得もあり、渋々ながら認める。単なるアイドル歌手ではなく、人類と世界を救うリン・ミンメイの再来として注目を集め、軍に兵器として利用されてゆくランカに複雑な思いを抱く。
キャサリン・グラスとはかつて恋仲で、ランカを引き取ってからは彼女にかかりきりだったこともあり一度は別れたが、彼女とともに三島の陰謀の内偵を進めるうちによりを戻していく。
Fire Bomberのファンで、随所で楽曲を聴いたり、作戦中のフォーメーション名に「PLANET DANCE」「突撃ラブハート」などの楽曲名を好んで使ったりする。
テレビ版小説 - 階級は少佐ではなく大尉。開拓民の子として生まれ、14歳のときに両親の反対を押し切ってハイスクールを中退し新統合軍に入隊する。ジェフリー・ワイルダーが司令を務める基地に配属された際、はぐれゼントラーディの海兵隊から基地を守り抜いた功績を認められ、エリート部隊SVF-41ブラックエイセスに入隊、第117調査船団旗艦B.J.グローバルに配属される。2048年のバジュラの襲撃から生き延びたあと、ランカに対し非情にふるまう船団の調査責任者マンフレート・ブランドを殴打して除籍となる。ランカとともにフロンティア船団に移りフロンティア総合大学に通い、そこで飛び級で入学したキャサリンと出会い交際を始める。当初はパイロットをやめ、ワイルダーに誘いを受けた際も事務方で働く予定だったが、S.M.Sでバジュラとの戦いが避けられないことを知り、後悔しないために実戦部隊へ異動する。
劇場版 - キャサリンとともに、シェリルのスパイ疑惑の内偵を進める。『イツワリノウタヒメ』の時点ではキャサリンとは元恋人という関係であるが、『サヨナラノツバサ』では恋人となっている。シェリル救出作戦におけるアイランド・アルカトラズからの脱出時にEX-ギアを纏い、ランカの身柄確保を狙うブレラ・スターンと激闘を交わし、その果てにバジュラの襲撃で生じた爆発により宇宙空間に放り出されるが、シェリルとともにバジュラ幼生の「アイ君」に救われ、アイランド1に生還する。
劇場版小説 - 階級はテレビ版・劇場版と同じく少佐で、飛行隊の大隊長を兼任する。軍事史などにも精通しており、アルトは成人後に大学に入り直して高等教育を受けた人間だと推理する。バジュラ本星における決戦でアルトが乗るYF-29は、本来はオズマが乗るはずだった機体とされている。
FB7 - 『マクロスFB7 銀河流魂 オレノウタヲキケ！』では、マクロス7船団に関する情報がほとんど伝わっていないために、Fire Bomberとボーカルの熱気バサラがプロトデビルンとの戦いにおいて何を行い、どのような結末を迎えたのかについてはまったく知らず、アイランド1に突如出現した怪鳥が持ってきた映像を観て真相を知ることになる。
制作・備考 - 『超時空要塞マクロス』のロイ・フォッカーに相当するポジションのキャラクターであるが、フォッカーとの相違としてランカを妹としている点を強調しており、そのために格好よくなりきれず、物語中で死ぬこともなかったという。オズマに焦点を当てたテレビ版第17話「グッバイ・シスター」は、フォッカーが死亡する『超時空要塞マクロス』第18話「パイン・サラダ」をモチーフとしている。劇場版では当初、吉野の提案により『超時空要塞マクロス 愛・おぼえていますか』におけるマクシミリアン・ジーナスとミリア639の対決シーンを再現しようということで、通路内で可変戦闘機に乗ってブレラと戦い、死亡する予定だったが、盛り上がりに欠けるうえにCGスタッフの作業が限界であったことからEX-ギアを着ての対決に変更され、熟考の結果河森は「アイ君」の存在に思い当たり、オズマの生存が決定したという。上述のルカの件を含め、河森はあと1か月公開が早ければ異なる結果になっていたかもしれないと述べている。
カナリア・ベルシュタイン (Canaria Berstein)
声 - 桑島法子
スカル小隊に所属し、重可変爆撃機VB-6 ケーニッヒモンスターを駆る寡黙な女性。身長180cm。階級は中尉で、コールサインは「ラビット1」。医師免許を所持しており、平時は衛生兵として勤務している。また、記憶を失ったランカの治療やカウンセリングなども行っており、ランカがバジュラとの戦闘に出るようになってからは、彼女を機体に同乗させ戦場に出る。既婚者で、「エディ」という名の息子がいる。オズマのよき相談相手で、アルトやミハエルら若い隊員たちを叱咤激励する。
テレビ版漫画 - 既婚者であることは描かれておらず、テレビ版においてエディと父親が登場する場面も、名もない母と娘に変更されている。
テレビ版小説 - 名前はカナリア・ベルンシュタインとされている。カリブ系とドイツ系の血を引いており、徳川一郎（徳川喜一郎）のファン。
劇場版 - 『サヨナラノツバサ』におけるアルカトラズの慰問ライブではドラムを担当する。
制作・備考 - もともとケーニッヒモンスターに乗るのはボビー・マルゴの予定で、カナリアは存在しなかった。デザインを担当した高橋はカナリアを「カリビアン姉さん」と捉えており、演歌好きという設定があったことも明かしている。
ヘンリー・ギリアム
声 - 大原崇
アルトの前任のスカル小隊パイロット。階級は大尉。身長187cm。バジュラの初襲来時にオズマとともにVF-25Fで迎撃に出るが、アルトとランカの目の前でバジュラに握りつぶされて殉職し、遺された機体はアルトが引き継ぐ。小隊唯一の妻帯者だが、S.M.Sの規則により、遺族には正確な死因は伏せられる。
テレビ版漫画 - 最期の描写が変更され、アルトとランカをかばって致命傷を負い、死に際に自らVF-25を託すというものになっている。
テレビ版小説 - 名前は第1巻ではギリアム・フォード、第3巻ではヘンリー・ギリアム・フォードとされている。新統合軍時代からのオズマの部下で、ともにS.M.Sに移籍した。
劇場版 - テレビ版にあった出撃前のシーンやアルトに退避を促すシーンはないが、それ以外はほぼテレビ版と同じ。

#### ピクシー小隊
クラン・クラン (Klan Klang)
声 - 豊口めぐみ
ゼントラーディの女性で構成されるピクシー小隊の隊長。2040年生まれの19歳。マイクローン時の身長は146cm。階級は大尉。搭乗機は真紅のクァドラン・レア。
巨人時はグラマラスな女性だが、マイクローン化すると遺伝子異常により肉体や声、性格が幼くなる。平時はフロンティア内にある大学に通う。ミハエルとは幼馴染で、ひそかに好意を抱いているが、互いに素直になれず、しばしば反発しあう間柄となっている。
第一次星間大戦期、最初に地球人側に付いたゼントラーディの末裔で、一族の戦士としての誇りを受け継いでおり、戦争終結後も文化的な生活に適応できずに無差別な破壊活動を続ける同胞たちを、一族の恥として嫌悪している。
ミハエルの死後、巨人状態でVF-25用のスーパーパックを使用して戦い（通称アーマード・クラン）、S.M.S.離反時はミハエルの仇討ちのために新統合軍に残る。ミハエルを失って以降は形見の眼鏡をお守り代わりにする。バジュラ本星における決戦では、クァドランを撃墜されたあとにマイクローンとなってミハエルの形見であるVF-25Gを操縦し、ライフルをアルトに託す。
劇場版 - 年齢設定が2041年生まれの18歳に変更され、アルトたちの1年先輩として美星学園に通い、生物学を研究する生徒として登場する。『サヨナラノツバサ』におけるアルカトラズの慰問ライブではベースを担当する。
少女漫画版 - 劇場版同様、美星学園の生徒として登場する。
制作・備考 - ミハエルに「幼馴染設定」を付加して生み出されたキャラクター。マイクローン化すると幼くなるという設定は、吉野が雑談のなかで冗談のつもりで発案したのが始まりで、本来は整合性を欠いた設定でありながら、「遺伝子が不器用」の一言でスタッフからも受け入れられたという。単体で主人公になれるような設定をもった極端に目立つ存在であることから、あえて初登場を第4話まで遅らせている。
ネネ・ローラ
声 - 平野綾
桃色のロングヘアーが特徴の長身女性。おっとりとした性格で、争いを好まないようである。クランを「お姉様」と呼び、慕う。S.M.S.離反時はクランとともに新統合軍に残る。
ララミア・レレニア
声 - 大村歌奈
赤いショートヘアーと鋭い目付きが特徴の、ボーイッシュな女性。バジュラ準女王が率いる大群との戦いで、バジュラ（大）からビーム砲の直撃を受け戦死する。
テレビ版漫画 - 死亡の描写はない。
テレビ版小説 - ピクシー小隊のメンバーやアルトに対し、次の長距離フォールド後に結婚退職する予定であることを語る。その後、テレビ版と同様に死亡する。
劇場版 - 『サヨナラノツバサ』において、最終決戦前にネネとともに1カット姿が描かれる。戦後、S.M.S隊員らが集合している場面には、ふたりの姿が描かれていない。

#### マクロス・クォーターのブリッジクルー
ジェフリー・ワイルダー (Jeffrey Wilder)
声 - 大川透
艦長。階級は大佐。身長178cm。ひげを蓄え、顔に大きな古傷をもつ。元サーファーで、かつては新統合軍のパイロットとして腕を鳴らしていた。歴戦の軍人らしい貫禄ある容貌だが、部下への気遣いやユーモアを欠かさない。オズマとは旧知の仲とされる。妻とは死別している。
娘ドラ◎ - ドラマCD『娘（ニャン）ドラ◎ ドラ1』第3話では、VF-1、VF-4、VF-11、VF-17、VF-19、VF-171などの歴代の主力機に搭乗した経験を持つとされる。
テレビ版小説 - 新統合軍時代に基地司令を務め、補欠パイロットとして配属されたオズマとは上官と部下の関係となる。
劇場版 - 歴戦の勇士であり、戦いの前には顔の古傷が疼く。『サヨナラノツバサ』ではサーファーとしての一面がクローズアップされ、慰安旅行ではサーフィンを披露する。バジュラ本星の戦いでは破片をサーフボードに見立ててマクロス・クォーターを大気圏に突入させる「フォーメーション・ビッグ・ウェンズデー」を決行し、最後にはみずから操艦してアイランド1上への着艦を成功させる。
制作・備考 - S.M.S隊員のデザインコンセプトは「海賊」であり、ワイルダーは「海の男」という設定で、首にかけているゴーグルは河森の要望によるもの。サーファーという設定はテレビ版の時点で存在したものの劇中でまったく触れられず、劇場版『サヨナラノツバサ』では使用されなかった設定を積極的に入れていくという方針から、上記のような描写が実現した。
ボビー・マルゴ (Bobby Margot)
声 - 三宅健太
操舵士。階級は大尉。身長190cm。いかつい外見で、男性の身体に女性の心をもつ。クォーター強攻型への変形時には男言葉で雄叫びを上げながら荒々しい操艦を行う。
S.M.S入隊前は伝説のメイクアップアーティストとして名を馳せており、気立ての良さもあって女性クルーたちからの信頼は厚い。オズマに対し、ひそかに恋心を抱いているが、異性愛者であるオズマに対しては見返りを求めず、「心の恋人」としているという。ランカの芸能界デビュー後は、彼女のメイクと相談役を引き受ける。
テレビ版小説 - 出身校は惑星エデンのダルメシアン・ハイスクールで、フットボール部に所属してクォーターバックを務め「ダルメシアン・ハイスクールの黒い悪魔」という異名をもつ人気者だったが、自分に思いを寄せる幼馴染の女子生徒にゲイであることを告白し、以降は自分に正直な生き方をするようになる。かつては新統合軍に所属していたこともある。
包容力のある人物で、オズマは「俺がゲイか、ボビーが女なら結婚していた」と評し、オズマには自身の好意は伝わっているが、互いに納得のうえでよき友人関係を築いている。
短編「エボニー&アイボリー」（『マクロスF フロンティア・ダイアリーズ』に収録）はおもにボビーの視点から描かれており、友人で、舞台女優志望の娼婦ジュリア・ウィンフィールドを殺害した連続殺人鬼ウォルター・ドゥルーイットを、芸のためにジュリアと関わりをもっていた早乙女矢三郎と協力して追い詰める。
劇場版 - 立場はテレビ版と同じ。キャサリンの乗艦動機がテレビ版とは異なるため、彼女をからかうような言動はとらない。
制作・備考 - 『超時空要塞マクロス』のクローディア・ラサールに相当するポジションのブリッジ要員として、女性キャラクターではクローディアを超えられないと判断され、サンフランシスコ取材時に訪れたゲイタウンでの経験をもとに生み出されたキャラクターである。上述のようにもともとはケーニッヒモンスターのパイロットであったが、クローディアに相当するポジションが必要になりブリッジ要員とされた。
モニカ・ラング (Monica Lang)
声 - 田中理恵
ブリッジオペレーターの最年長者で、索敵担当。階級は曹長。身長165cm。真面目な優等生で、個性的な他の2人をまとめ上げる。ひそかにワイルダーに対し思いを寄せているが、彼以外の面々には周知の事実となっている。
劇場版 - 立場はテレビ版と同じ。やはりワイルダーに恋心を抱いており、サーフィンをする姿に見とれる様子が描かれている。
ミーナ・ローシャン (Meena Roshan)
声 - 平野綾
ブリッジオペレーターのひとりで、艦内ステータス管理などを担当。階級は伍長。身長172cm。褐色の肌と、黒目がちの瞳が特徴。眼鏡をかけており、外すとほぼ何も見えなくなるという。旧インド系財閥の出身で、性格はマイペースでどこか抜けた雰囲気だが、IQ180という天才的頭脳の持ち主で、宇宙工学の勉強をするためS.M.Sに入った。趣味はコスプレ。
テレビ版小説 - バンガロールに本拠を置くローシャン財閥の娘で、在学中に同人誌（とりわけ美少年を扱う一連のジャンル）に傾倒し、放校のすえ紆余曲折を経てS.M.Sに引き抜かれたという過去を持つ。同人誌が好きという設定は氷堂涼二の漫画『マクロスF S.M.S☆物語』でも描かれている。
劇場版 - 立場はテレビ版と同じ。アルカトラズの慰問ライブではキーボードを担当する。
ラム・ホア (Ram Hoa)
声 - 福原香織
ブリッジオペレーターのなかでは最年少。階級は軍曹。身長162cm。通信・火器管制（デルタ1）担当。データ収集・分析を趣味とし、たまに出る毒舌の切れ味は非常に鋭い。頭にカタツムリ型のブローチを着用している。
テレビ版小説 - ヴェトナム系とアングロサクソン系の血を引いている。ボビーに対し、本人にも実体の判然としないあこがれを抱いている。
劇場版 - 立場はテレビ版と同じ。バジュラ本星の決戦ではS.M.S・新統合軍連合艦隊からの通信を報告する役割を担う。

#### オーナー
リチャード・ビルラー
声 - 宮澤正
S.M.Sのオーナー。星間運輸会社の経営者で、グラス大統領の有力な支持者。巨人サイズのゼントラーディ人で、私邸でマイクローンのメイドと巨大鉄道模型に囲まれながら暮らしている。
少尉に昇進したアルトを自邸に招き、「フォールド断層で隔てられた銀河を1つにする」という自らの夢と、それを実現する方法にバジュラが関わっていることを語る。指にはめているフォールドクォーツ付きのロケットにはリン・ミンメイの写真が入っている。
テレビ版小説 - レオン・三島に多額の資金援助を与えてハワード・グラスのもとに送り込んだとされる。もとはゼントラーディ軍ブリタイ艦隊所属巡洋艦の艦長で、戦争中より地球の文化に夢中になっていた。バジュラ戦役の終盤にはマイクローン化し、終結後、美星学園のモニュメントとなっていたVF-1に乗り、「あの人のいる時空の果て」へと自分を連れていってもらうことを望みながら、フォールドを行うバジュラに追随して姿を消す。
直接登場するのはテレビ版、テレビ版小説のみ。劇場版は『イツワリノウタヒメ』のパンフレットに名前が記されているが本編には登場せず、劇場版小説は三島の言葉のなかに名前が出るのみである。

### 行政府・新統合軍
キャサリン・グラス (Catherine Glass)
声 - 小林沙苗
新統合軍参謀本部所属の中尉。2036年12月26日生まれの23歳。身長173cm。通称キャシー。フロンティア大統領ハワード・グラスの息女にして、大学を首席卒業した明晰な頭脳と、過去に準ミス・フロンティアにも選ばれた美貌を併せ持つ。オズマの元恋人で、別離後、大統領府首席補佐官レオン・三島の婚約者となる。
シェリルのツアー期間中担当責任者となる。のちに転属となり、マクロス・クォーターにオブザーバーとして乗艦し、航空機管制を担当する。当初は融通の利かない言動でブリッジクルーにからかわれるが、戦いを経るうちに急速に絆を深めていき、談笑するような間柄となる。やがて三島の行動に疑念を抱くようになり、内偵を進めるうちにオズマとよりを戻し始める。そして三島にクーデター計画の証拠を突きつけるも、阻止には失敗して父を失い、以降は追われる身となりオズマと行動をともにする。
娘ドラ◎ - 『娘ドラ◎ドラ2』の「パイン・ケーキ」においてオズマとの馴れ初めが語られ、13歳のころに見学に行った軍の演習で、差し入れで持っていったパインケーキの作り方をオズマから教えてほしいと頼まれたのがきっかけで、キャサリンが18歳になるまで待ってから交際を始めたとされている。
テレビ版漫画 - 名前は「キャシー・グラス」。新統合軍所属であることは明記されているが、オズマや三島との関係、マクロス・クォーターに転属となる経緯、その他の背景などは描かれていない。
テレビ版小説 - 職務中には内心でオズマに毒づきながら民間軍事会社であるS.M.Sと新統合軍の練度の格差に悩む部分も見せる。オズマとの馴れ初めは、ミドルティーンのころに飛び級で入学したフロンティア総合大学で一目惚れして自分から熱烈に交際を申し込んだ結果で、オズマは交際を開始して数か月間、キャサリンの実年齢を知らなかったとされる。短編「アクターズ・スカイ」（『マクロスF フロンティア・メモリーズ』に収録）では、アキラ神島を7年前の子供番組に出演していたころからチェックしていた熱烈なファンとされている。
劇場版 - 三島との接点はない。グレイスをスパイ容疑で逮捕しようとするが、上層部がギャラクシー船団からのSOS信号を無視する決定を出したことに動揺する。その後、みずからマクロス・クォーターに搭乗する。
劇場版小説 - 劇場版ではマクロス・クォーターに乗艦する理由について明確な説明はないが、本作においてマクロス・クォーターに同行する理由は、新統合軍人の同行によって目撃証言の信憑性を上げるため、「クォーターごと闇に葬られる」ことを避けるためとされている。その後もクォーターに在籍する理由は、建前上はS.M.Sおよびその監視下にあるシェリルの情報を参謀本部に提出するためとしているが、本心はオズマが目当てである。シェリルが死刑宣告を受けたあと、憲兵隊に身柄確保されたランカを卓越した手腕でS.M.S側に引き取らせ、バジュラ本星における決戦前にはオズマが乗るはずだったYF-29をアルトに託し、父を敵にしても戦う覚悟を示す。
制作・備考 - ブリッジオペレーターとしては『超時空要塞マクロス』の早瀬未沙に相当する位置のキャラクターである。高橋はデザインにおいて難航したキャラクターとしてキャサリンを挙げており、設定から当初は高飛車な雰囲気だったが何度もやり直しを要求され、頼りない部分もあることを意識したデザインとなった。
レオン・三島（レオン みしま / Leon Mishima）
声 - 杉田智和
フロンティア大統領府首席補佐官。2033年生まれの26歳。キャサリンの婚約者（のちに破棄）。
若くして新統合軍参謀の座を得た秀才で、軍の士官服を着用している。大統領府のバジュラ対策の責任者として、バジュラに関する情報の規制や、11年前の第117次大規模調査船団遭難事件の関係者情報の隠蔽工作を行う。その一方で、グラスのあずかり知らぬ部分でギャラクシー船団のグレイス・オコナーとひそかに接触し、ビルラーとグレイスの両者を利用して最終的に自身が野望を実現させるという思惑を抱く。また、ランカの能力には早くから目を付け、監視・干渉する。
のちにアイランド1で大量発生したバジュラの騒乱に乗じてグラスを暗殺。最高位の「文官」として大統領代行を名乗り、速やかな権力の掌握に成功し、第5代大統領に就任するも、バジュラ本星における決戦中、S.M.Sにギャラクシー船団との繋がりと大統領暗殺を告発され失脚する。
テレビ版漫画 - 前述のようにキャシーとの関係は描かれておらず、クーデター計画を探られるという展開もない。グラスを暗殺し大統領に就任したあと、バトル・フロンティアの勇姿を見るために、みずからマクロス・クォーターの艦長となり反抗するS.M.Sクルーらを拘束するが、グレイスが融合したバジュラクイーンによって一撃でバトル・フロンティアを沈められたことで恐れをなして自艦だけを撤退させようとし、「海賊」と化したS.M.Sクルーに排除される。
テレビ版小説 - 苛酷な環境の辺境惑星出身で、苦学してリチャード・ビルラー基金という奨学金で地球の中央大学に通い、名門出身のエリートでありながら恵まれた環境を当然のものとして退廃的な生活を送る学友たちを心中で見下しつつ、モニュメントとなっているSDF-1 マクロスを見上げ、「マクロスの王」になるという野心を抱くようになった過去が描かれている。またクーデターから失脚までが詳細に描かれており、正・副大統領を殺害すると共に上院・下院・最高裁判所を武力制圧するクーデターを成功させる。のちに手駒が暴走したときの予防策としてリチャード・ビルラーが周到に練っていた策をワイルダーに利用され失脚する。
劇場版 - L.A.Iが開発したバジュラに干渉するフォールドウェーブシステムの技術を狙い、ルカの姉ジュリアとの政略結婚をもくろむ。ギャラクシー船団の陰謀に気づいていないと装いつつグレイスとシェリルの監視と通信傍受を続け、ギャラクシー船団幹部がフロンティア船団の乗っ取りを実行に移そうとした機先を制してギャラクシーの工作員を殲滅し、シェリルとグレイスの身柄を拘束する。グラス大統領を言葉巧みに誘導し、ギャラクシーの計画を横取りするかたちで銀河支配の野望を抱き、バジュラを操りフロンティア船団をバジュラ本星に降下させるが、土壇場でギャラクシー船団幹部にバトル・フロンティアを乗っ取られ、CIC（戦闘指揮所）に突入してきたブレラに射殺される。
劇場版小説 - 錬金術などに関する衒学趣味の持ち主で、権力に溺れた「俗人」「俗物」であることが繰り返し述べられている。開拓惑星出身で苦学してエリートの地位を獲得し、死後、低所得者層の不公平税率見直しや奨学金制度の整備といった業績により、本人の望みとは異なるかたちで一部に名を残すことになる。
制作・備考 - 高橋による当初のデザインは普通の短い髪だったが、「振り向く時にリアクションのある」キャラクターにするためにキノコのような髪型となり、監督の菊地康仁が面白がって採用した。この髪型から担当声優は杉田しかいないということで決まったといい、現場では「キノコ杉田」と呼ばれていたという。吉野によるとこの髪型は、悪役である自分に酔っていることの表れであり、三島が「彼なりのカッコよさを追究した結果」であるという。高橋は三島を単なる脇役だと思ってデザインしたといい、劇中における邪悪さをあらわにした表情は担当したアニメーターのアドリブであると述べている。当初の髪型はグレイスの男性形態「G」に流用された。テレビ版において、シナリオ段階では死亡する予定だったが、最終話におけるメドレーの流れを止めることになるためカットされた。劇場版では、ルカの謀殺を指示したのち、「健康ボール」と呼ばれる球体をつねに手のなかで動かすようになるが、これは三島の感情の動きを表現したものである。
ハワード・グラス
声 - 西村知道
マクロス・フロンティア第4代大統領。キャサリンの父。バジュラの存在を初めて公表する。のちにアイランド1内部に潜んでいたバジュラが引き起こした騒乱に対処すべく、バトル・フロンティアへ向かう途中、三島とその部下によって暗殺される。
テレビ版漫画 - テレビ版よりも登場は少なく、暗殺も事後に触れられるのみである。
テレビ版小説 - 旧マサチューセッツ以来の政治家一門の当主であり、改革派と保守派の間を取り持つ中道派の政治家として大統領に就任したとされている。
劇場版 - テレビ版とは逆に、ギャラクシー船団からのSOS信号を無視する決定を下す。三島の弁舌に丸め込まれ、シェリルの死刑宣告や対バジュラ反攻作戦「ヒプノシス」の始動を命じ、念願の移民惑星を目前にしながら、バトル・フロンティアのCICに突入してきたブレラに、三島やCICクルーとともに殺害される。
劇場版小説 - 国会議員となる前は死別した妻とともに社会活動家をしていた。
ペリオ
フロンティア船団新統合軍司令兼バトル・フロンティア艦長。階級は准将。バジュラとの戦いでは終始苦戦を強いられ、S.M.Sの奮戦でかろうじて船団を維持する。グラス大統領の死後、CICで尊大な振る舞いを見せる三島に不快感を抱きながらも、軍人として任務の遂行に徹する。バジュラ本星の戦いでは、S.M.Sが三島の罪状を告発すると、その場で身柄を拘束し、バジュラが身を挺して船団を守るのを見ると、ただちにバジュラと共同戦線を張る。
テレビ版漫画 - 登場しない。バトル・フロンティアはバジュラクイーンにより撃沈される。
テレビ版小説 - フロンティア宇宙軍司令とバトル・フロンティア艦長は別人とされ、前者はケルヴィン・バックフライト提督、後者はジャン・リュック・タルコフスキーと名づけられている。バックフライトは「保身と体面」にとらわれた人物でありながら、そうした性格ゆえ後世に汚名を残さぬよう、バジュラ本星の戦闘で劣勢に立たされても逃げ出すことなく戦い抜く覚悟を示す。
劇場版 - バジュラ本星の戦いで、CICに乗り込んできたブレラに殺害される（直接の描写はなし）。
劇場版小説 - テレビ版小説と同じく防衛艦隊司令と艦長は別人で、それぞれバックフライト、タルコフスキーの名をもつ（フルネームの記載はなし）。バックフライトは有能ではなく自分の立場にしか興味のない一方で、「こわもての軍人」の役には忠実であろうとする人物とされる。のちにブレラによって最初に射殺される。
ジェシカ・ブラン
ミハエルの姉。2032年生まれ、2055年没。両親の死後はミハエルの親代わりとなり、新統合軍のエースVFスナイパーとして活躍していたが、不倫関係にあった上官の機体を誤射した際、故意を疑われて軍法会議に掛けられ、自殺した。その死はミハエルの心に暗い影を落とし、のちにS.M.Sに入隊する一因となった。
このエピソードはテレビ版、テレビ版漫画、テレビ版小説で語られるが、それぞれ語る状況や人物が異なっている。
マルヤマ、ジュン
声 - 三戸耕三（マルヤマ）
新統合軍に編入したアルトの部下となるサジタリウス小隊員。マルヤマ准尉は大柄で、ジュンは少年のような風貌。マルヤマはシェリルのファンで、機体に彼女の姿をペイントしており、訓練中にアルトとシェリルとの仲を囃して、たしなめられる。マクロス・ギャラクシーとの最終決戦でゴーストV9に撃墜される。
テレビ版小説 - マルヤマはバジュラとの交戦中に致命傷を負って帰還し、母親を演じるアルトに看取られながら息を引き取る。
両者とも登場はテレビ版とテレビ版小説のみ。

### 民間人

#### 早乙女一門
早乙女嵐蔵（さおとめ らんぞう）
声 - 三宅健太
アルトの父。早乙女一門の18代目宗家。非常に厳格な人物で、アルトを幼少の頃から厳しく指導してきたがかえって息子の反発を煽る結果となり、絶縁状態となっている。フロンティア船団では名士であり、ミス・マクロスコンテストでは審査員のひとりになる。物語後半では体調を崩して車椅子生活を余儀なくされる。
テレビ版漫画 - 回想シーンのみで、直接の登場はない。
テレビ版小説 - 屋号は武蔵屋。梨園にありながら妻以外に愛人は持たないという「モラリスト」であり、妻の産後療養のために離れと庭をみずから指揮して造った。短編「カブキ・ウォーバード」（『マクロスF フロンティア・メモリーズ』に収録）には若かりしころの姿が登場する。2040年にマクロス・コンツェルンから無形文化財として地球で保護の申し出を受ける。しかし歌舞伎を再興し銀河に広めたい一心でこれを断り、超長距離移民船団のマクロス・フロンティアに許婚の美与とともに参加することになる。このときイサム・ダイソンと出会い、彼のことを友と呼ぶ。続編「楽園星天剣酔舞」（『マクロスF フロンティア・ダイアリーズ』に収録）では「狂気」を極めるために惑星エデンを放浪し、同惑星に配属されたイサムと再会する。
劇場版 - 『イツワリノウタヒメ』の回想シーンに登場する。
早乙女矢三郎（さおとめ やさぶろう / Yasaburo Saotome）
声 - 野島裕史
早乙女一門の歌舞伎役者でアルトの兄弟子。穏和な性格で細目が特徴の優男。早乙女家の血縁者ではないが、アルトには業界の慣習から「兄さん」と呼ばれている。アルトの勘当にともない次期宗家の最有力候補に選ばれているが、自身を超えるアルトの才能を惜しみ、家に戻るように諭す。また、行く当てをなくしていたシェリルを、早乙女邸にアルトを呼び戻すために保護し、同時に彼女が立ち直るきっかけを与える。
テレビ版漫画 - 登場しない。
テレビ版小説 - 極東系にシルクロードの血が入っている。「凶眼」と呼ばれる眼力の持ち主。灼熱の辺境惑星に生まれ、巨大な砂嵐で村ごと家族を失って以降は、貨物列車に乗って遠方まで職を求める過酷な日々を過ごしていたが、ある日熱気バサラらしき人物と出会い、その歌う姿を見て芸人になることを決意したという。
劇場版 - 『サヨナラノツバサ』の回想シーンにおいて、ギャラクシー船団を訪れた幼少期のアルトに同行する姿が描かれている。
少女漫画版 - シェリルのエラトー音楽学院時代の友人、天城リリスの思い人として登場する。
制作・備考 - 設定段階では存在せず、嵐蔵では「話が重くなりすぎる」ということで、吉野がシナリオのなかで事前相談なしに出したキャラクターである。高橋は光GENJIのイメージで、アルトに似ないようにデザインしたと語っている。
早乙女美与（さおとめ みよ）
アルトの母。体が弱く、アルトが12歳のときに亡くなった。生前はよく本物の大空へのあこがれを幼いアルトに語り聞かせ、のちに彼がパイロットを目指す原動力となった。
テレビ版小説 - 息子の人生を跡継ぎとして自分が決めるという嵐蔵より、名前は母である美与が自由に決めてよいと名付けを託され、さまざまな願いを込め「有人（アルト）」という名を付けた。短編「楽園星天剣酔舞」では嵐蔵を探してイサムのもとを訪ねる。

#### ベクタープロモーション
エルモ・クリダニク
声 - 大川透
弱小芸能プロダクション「ベクタープロモーション」を経営するゼントラーディ人。外見は怪しいが歌への愛はひときわ強く、街中で偶然耳にしたランカの歌に感銘を受け、スカウトする。
クランたちと同じ親地球派ゼントラーディの末裔で、歌や文化による平和の実現を唱える。名刺に書かれたメールアドレスは「minmay」。
ランカを二人三脚で支えるが、政府命令でグレイスにマネージャー権を奪われ、酒浸りの日々を送る。のちに表舞台に復帰したシェリルのマネージメントを行う。
テレビ版小説 - エルモ本人と断定する記述はないが、第一次星間大戦において歌姫を守ったという父をもち、「クリダニクの一門」に連なるゼントラーディ人が統合軍の太陽系外縁艦隊所属の中佐という立場にありながら、歌の可能性に魅せられて軍を去るという場面が描かれている。その後の場面で、海兵の特殊部隊をたやすく片付けるエルモの姿が描かれ、シェリルが奇跡の復活を遂げた際には、父の決断が正しかったことを確信する場面がある。
劇場版 - ランカをスカウトするまでの経緯はテレビ版とほぼ同じ。『サヨナラノツバサ』では人気アイドルとなったランカを抱える存在となり、物語後半はシェルター内でマネージャーのナナセと行動をともにする。
徳川喜一郎（とくがわ きいちろう）
声 - 稲田徹 / 歌 - 大坂元俊介
ベクタープロモーション所属のゼントラーディ巨人演歌歌手。持ち歌は「宇宙兄弟船」。ゼントラーディモール・フォルモなどでの営業のほか、ランカやエルモを励ます姿が描かれている。
テレビ版小説 - エルモの実力を知っており、バジュラ第二形態の大量発生後、エルモとともに行動し、傷心で行方をくらましたランカを捜索する警察官を縛り上げる。
劇場版 - 『イツワリノウタヒメ』で「開拓重機」のCMに出演し、「だるまゼミナール」のCM撮影風景にも登場する。

#### その他
テレビ版第4話の「ミス・マクロス・フロンティア」および、同第10話の劇中映画「BIRD HUMAN -鳥の人-」（『マクロス ゼロ』で描かれている物語の映画化）に関する人物。いずれも登場はテレビ版およびその関連作品のみで、劇場版関連、少女漫画版には登場しない。
ミランダ・メリン
声 - 田中理恵
ランカの出場した第12回「ミス・マクロス・フロンティア」コンテストの優勝者で、プロポーション抜群の美女。『超時空要塞マクロス』に登場する女優ジャミス・メリンの孫で、ナナセとは中学時代の知り合い。
劇中の映画「BIRD HUMAN -鳥の人-」に、メインヒロインのサラ・ノーム役で出演。高慢な性格で、撮影現場でランカを見下し冷遇する。一方でシェリルには敬愛の眼差しを向けるが、相手にされない。
映画出演後のことは描かれていないが、ランカが台頭しシェリルがフロンティア船団に残ったために映画や歌の道をあきらめ、ゼントラーディ人のミュージカル女優、マーヤ・サカモトに憧れて舞台女優に転身したとされている。
テレビ版漫画 - 「ミス・マクロス」の場面には登場するが、「鳥の人」ではサラ役がシェリルとなっており、登場しない。
テレビ版小説 - 本編には登場しない。「ミス・マクロス」の場面自体が存在せず、「鳥の人」のサラ役についても本文中での言及はない。短編「インフィニティ」（『マクロスF VISUAL COLLECTION シェリル・ノーム』に掲載、『マクロスF フロンティア・メモリーズ』に収録）には登場し、一時は両親とともに窮乏状態のフロンティア船団から脱出しようとするが、逃げずにシェリルと向き合うために船団に残ることを選び、炊き出しの手伝いを行う。「ティア・ドロップ」（『マクロスF フロンティア・ダイアリーズ』書き下ろし）では、シェリルがアルトに対して「新しい友人ができた」と彼女のことを話す。
ジョージ・山森（ジョージ やまもり）
声 - 坂口候一
劇中映画「BIRD HUMAN -鳥の人-」の監督。寡黙な人物で、他人との会話は助監督を介して行う。ランカの手渡しキャンペーンの際にプロモーションディスクを受け取ったことがきっかけで、彼女を端役として映画に起用。
一方で女形時代のアルトのファンであったことから、ランカの出番増加を対価としてアルトに女役での出演を依頼するが断られる。
しかしランカの歌う「アイモ」が、マヤンの「風の歌」のイメージにぴったりだったことから、映画のテーマ曲に使うと決意。さらにサブヒロインのマオ・ノーム役が怪我で出演できなくなったため、ランカをマオ役へと抜擢する。
『RANKA マクロスF ランカ・リー オフィシャルブック』に掲載されている、山森へのインタビュー記事によれば、サラ役と本来のマオ役は芸能プロダクションからの圧力で起用したもので、最初から、特に歌唱力に不満があったという。
容姿のモデルは総監督の河森正治本人。上記のインタビュー記事で、50年前に存在した河森正治という人物のクローンである可能性が示唆されている。
テレビ版漫画 - 存在は描かれておらず、監督からアルトにオファーがあったことが間接的に語られるのみである。
テレビ版小説 - 前作はマクロスが存在しない世界の2009年を描いた映画「ナッシング・マクロス」。「鳥の人」でアルトに依頼するのは、『マクロス ゼロ』に登場する反統合同盟の女性パイロット、ノーラの役。
アキラ・神島（アキラ かみじま）
声 - 野島裕史
映画「鳥の人」で主人公のシン・工藤を演じる俳優。水中での撮影が契約にないことを理由に当該シーンへの出演を断り、アルトがスタントを演じることになる。
テレビ版漫画 - 撮影中に怪我をして、治るまでの代役をアルトが務めることになる。
テレビ版小説 - 水中撮影を断ったのには、理由があったことが語られる。短編「アクターズ・スカイ」では、コクピット内での演技に不満を感じたジョージ・山森が撮り直しを求め、リアリティのある芝居を身につけるためにS.M.Sに体験入隊し、講習を担当することになったアルトと交流する。

## マクロス・ギャラクシー船団
グレイス・オコナー (Grace O'Connor)
声 - 井上喜久子
シェリルのマネージャー。身長173cm。シェリルをうまくコントロールし的確に仕事をこなす。物腰柔らかで穏やかな女性だが、怒ると怖いとされている。フロンティアに来てからは、マネージャー業の裏でブレラに命令を与えたり、三島と密約を結ぶなどの不審な動きを見せる。
体内はすべて機械で構成されており、情報処理と通信能力に優れているうえ、驚異的な運動能力を備え、性別・体格・髪型などを変えることも可能。男性の姿をとっているときは「G」と名乗る。とある場所にギャラクシー船団幹部と意識を共有する同一の身体をいくつも用意しており、使用中の身体が消失してもすぐさま別の身体へと移行できる。
もともとは第117大規模調査船団で、マオやランシェとともにV型感染症とバジュラを研究していた科学者。調査船団の壊滅後はギャラクシー船団に渡り、インプラント・ネットワーク理論をもって中枢に入り込んだ。ギャラクシー船団では「大佐」という階級を持ち、ギャラクシー船団幹部と結託してインプラント技術とバジュラを利用し、銀河支配の野望を抱く。自分の研究論文を否定したランシェには強い憎悪とライバル心を持っており、自身の研究理論の正しさを証明しようとしている。
フロンティア船団からバジュラが発するフォールド波を観測したことで、自身の野望のためそれを利用することを思いつき、意図的にフロンティア船団にバジュラを呼び込んで交戦状態に陥らせる。最終戦でバジュラクイーンと融合し、銀河支配を実現させるべく地球などにバジュラを送り込むが、バジュラが人類という存在を理解したことで失敗。最後はフロンティア船団とバジュラ、そしてブレラまでも敵に回して敗北し、自身はアルトのVF-25に狙撃され破壊される。ただし上述のとおりこれはグレイスにとっては端末のひとつに過ぎず、本体の存在するギャラクシー船団は戦後も健在である。
娘ドラ◎ - 『娘ドラ◎ドラ3』の「ギャラクシー・メモリー」では、計画の一端として、両親を殺されスラム街を彷徨っていたシェリルを救い養育するが、徐々に彼女に対して本物の愛情を抱くようになる。しかしその情が計画の邪魔になると思い、本編開始前に消去していたことが語られている。
テレビ版小説 - 両足にラムジェットエンジン、上腕部にグレネードを内蔵している。脳内に「易経」のチップを仕込んであり、苛立ったときはこれにアクセスする。
11年前の2048年、調査船団がバジュラに襲われる直前に偶然オズマと出会っていた。その直後バジュラ襲撃によって瀕死の重傷を負い、救出したマンフレートらによって強制的にインプラント化された。“マンフレート”らと結託しているが、本心では彼らを軽蔑し、嫌悪感を抱いている。短編「デンジャラス・ジャーニー」では、自分とは違うイノセントなランカへの憧れと、周囲の人間への嫉妬で自己嫌悪に陥っていたナナセにアドバイスをするが、その行動の理由と考えた過去の自分の記憶をノイズと判断し、表層意識から消去する。
劇場版 - 本名はグレイス・ゴドゥヌワ。ギャラクシー船団幹部の支配を受けて行動する。キャサリンたちからスパイ容疑で告発されるも、逆にフロンティア船団首脳陣がギャラクシー船団の救難信号を無視する決定を出した事実を告げて動揺させる。シェリルのリベンジライブでは、ランカの力がシェリルの力を呼び覚ましたと判断し、バジュラの襲撃に怯えるスタッフを叱咤してその歌を船団に流す。のちにギャラクシー船団幹部の命を受けフロンティア船団の制圧を画策するが、事前に察知していた三島が率いる部隊に銃撃を受け身柄を拘束される。フロンティア側にインプラント・ネットワークを切断され支配から解放されると、バジュラ本星の戦いの最中に脱出し、シェリルのステージの準備を整え、幼き日のシェリルがアルトに向かって言ったように、その歌を乗せた「光の舞」によって「銀河が震えている」のを見届け倒れる。
少女漫画版 - もとはマオ・ノームの研究所で働いていたV型感染症の研究者で、ランシェやマオとも良好な関係にあった。同僚ジャックとの結婚式の当日にギャラクシー船団に誘導されたバジュラの襲撃を受け、元老院のスルトによってジャックを殺され、自身はサイボーグ化される。元老院のコントロール下に置かれながらも、フロンティア船団でアルトと交流するシェリルを見るうちに自我を取り戻し、元老院に逆らってシェリルの命を救い、「処分」される。
ブレラ・スターン (Brera Sterne)
声 - 保志総一朗 / 佐々木日菜子（少年時代）
バジュラに壊滅させられたギャラクシー軍の残存部隊とされるアンタレス小隊を率いるVFパイロット。2040年生まれの19歳。階級は少佐。搭乗機は赤紫のVF-27γ。コールサインは「アンタレス1」（登場初期はパープル1）。
ギャラクシーのサイバネティクス技術により身体の大部分をインプラント化（人工化）した機装強化兵（サイバーグラント。いわゆるサイボーグ）であり、戦闘能力もきわめて高く、体の各部にナイフなどのさまざまな武器を内蔵している。
冷徹で、つねに表情を崩さないが、フロンティア潜伏中に偶然ランカと出会い、同じアイモという曲を知る彼女に強い興味を抱く。愛用のハーモニカで「アイモ」を奏でるなど、ランカとの関係性を伺わせ、アルトに対してはランカをめぐり頻繁に対立的行動をとる。のちにランカのボディガードを担当することになる。
みずから戦闘マシンと語るように本来情動はなきに等しかったが、ランカの歌を聞いたときに感情が芽生え始め、ランカの願いをかなえるべく行動するようになる。しかしその位置はグレイスに捕捉されており、ランカが自分の妹だと告げられたうえでインプラントによる強制コントロールを受け、ランカに11年前の贖罪を促す存在として洗脳に利用される。最終決戦では帰還したマクロス・クォーターの砲撃による被弾で偶然インプラント端子が破壊されて支配から解放され、アルトと共闘する。
テレビ版漫画 - 美星学園に「転校生」として編入し、学園の制服を着てランカと行動をともにする。バジュラ本星における決戦ではアルトとの戦いでインプラント端子を破壊されるものの戦意は失われず、みずから支配を脱したランカの歌で自我を取り戻す。
テレビ版小説 - 脳まで機械化されていることが明確に記されており、ギャラクシー船団にいたころ、自身の過去の記憶がすべて作られたものであると偶然気づいたことが、グレイスと出会い、その下につくことになったきっかけとされている。バジュラ本星における決戦ではアルトとの激闘の果てにピンポイントバリアパンチで打たれ、行動強制チップに異常が発生し、歌のフォールド波で指令波がジャミングされて支配から解放される。テレビ版をはじめとする各作品ではサイボーグとなった具体的な経緯はいっさい描かれていないが、テレビ版小説第4巻のキャラクター紹介においては、「グレイスに改造手術と洗脳を施された」とされている。
短編「ワイヤード・ウォーリア」と「ミュートスノート・オルゴール」（どちらも『マクロスF フロンティア・メモリーズ』に収録）はブレラの視点で描かれた物語となっており、前者はバジュラ戦役前の惑星ネバーを舞台に、人工の人格と記憶を植え付けられた試作バイオロイドとの関わりを、後者はランカ、アイ君とともにフロンティア船団から旅立ったのちに不時着した未知の惑星で、戦争から逃れ隠れていたプロトカルチャーを世話するはずだったコンピュータとの出会いを描いている。
劇場版 - グレイスの命を受け、シェリルを護衛する任務についている。黒いロングコートを着用し、サングラスをかけており、グレイスの部下は全員色違いでこれと同じ隊服を支給されている。シェリルとは最初から面識があり、第一次遭遇戦ではランカを救おうとするアルトをVF-27γで援護する。
ランカを捕獲し心理誘導するために送り込まれた存在で、インプラント・ネットワークで行動を管理され、その本心はわずかに残されるのみとなっている。フロンティア制圧作戦の際にグレイスよりシェリルとランカの確保を命じられた直後、同作戦は失敗し、フロンティア側によってインプラント・ネットワークが切断される。新統合軍に追われる途中、任務遂行のためにランカに対しフロンティア上層部の陰謀と歌の秘密を明かし、自身がランカの兄であり、彼女に再会するために生き延びてきたと語る。その後、記憶の戻ったランカを連れ去ろうとしてオズマと交戦したあとにフロンティア首脳陣を抹殺し、バジュラ本星ではアルトと激戦を繰り広げる。ランカの歌では異変をきたしながらも敵対行動を止めず、アルトの「光の舞」に触発されることで感情が芽生え、みずからインプラントの呪縛を解き放ち、バトル・フロンティアのCICにいるギャラクシー船団幹部を倒し、爆炎にのまれ姿を消す。
劇場版小説 - 劇場版では描かれていないランカとの初接触は、本作においてはグレイスがランカの身柄を確保するための布石としてシェリルを通した指示により、シェリルのリベンジライブに招待されたランカの案内を務めるというかたちで描かれている。その後の行動と結末は大筋において劇場版と同じで、エピローグにおけるランカの独白部分では「姿を消した」と表現されている。
少女漫画版 - 元老院に用済みとなったシェリルの暗殺とランカの確保を命じられる。インプラントによりコントロールされているが、ランカのことになると自身の感情を見せる。ギャラクシー船団では完全にスルトのコントロール下に置かれアルトの前に立ちふさがるも、洗脳を解かれたランカの歌によりインプラント端子が破壊され、自我を取り戻しアルトに協力する。のちにバジュラ本星でランカと再会するが、彼女の記憶だけを失った状態となっていた。シェリルとアルトの命を懸けた行動でその命を救われ、記憶を取り戻す。
ギャラクシー船団幹部
声 - 麻生智久（老人）、稲田徹（中年）、金野潤（青年）、福原香織（少女）
マクロス・ギャラクシー船団幹部の意識集合体。グレイスの理論にもとづく計画を実行に移し、銀河支配をもくろむ。インプラント・ネットワークによりグレイスと情報や身体感覚を共有する。声はアバターのようなものであり、必ずしも実際の年齢や性別を反映したものではない。
本体の存在するギャラクシー船団は、バジュラに襲われたという通信を発したあと小惑星帯に身を隠し、グレイスの義体を通して暗躍しつづける。
テレビ版漫画 - 登場しない。
テレビ版小説 - “マンフレート”（後述）が加わっている。計画の最終段階においてグレイスに切り捨てられる。
娘ドラ◎（漫画） - 「老人」は蝋燭のアバターで、「青年」はクマのアバターで、「少女」はアヒルのアバターで登場する。
劇場版 - 機械と一体化し、変わり果てた姿となった本体を保存している装置が登場する（デザインは高倉武史）。ギャラクシー船団壊滅後、難民船団に隠れてフロンティア船団を乗っ取る計画を進める。一度はフロンティア政府に捕われるが、バジュラ本星で反撃に成功し、バトル・フロンティアをバジュラクイーンと融合させる。最後はブレラの特攻により破壊され、その野望を断たれる。
劇場版小説 - 「電脳貴族（サイバーノーブル）」と総称される。テレビ版小説同様、“マンフレート”が加わっている。
少女漫画版 - ギャラクシー船団を支配するのは元老院と呼ばれる組織で、そのもとで人体実験の材料にされていたスルト（後述）が長となっている。最終的にギャラクシー船団の人間はすべてスルトが操るバジュラによって「処分」される。

## バジュラ
あい君（あいくん / 愛KUN / Ai Kun）
声 - 佐々木日菜子
アイランド1に迷い込んだバジュラの幼生体。偶然シェリルのパンツを被って美星学園を大騒動に陥れ、のちにアルトの誕生日を祝えずに落ち込んでいたランカを慰め、そのままなついて匿われることになる。フロンティア船団の超長距離フォールド後に行方不明となり、バジュラ大量発生の終息後、脱皮し第2形態へと変化したことで、ランカはその正体を知り、群れに返すことを決意する。戦後は、ほかのバジュラたちが銀河系から去ったあともランカたちのもとに残る。
テレビ版のエンディングクレジットでは「あい君」と表記されているが、漫画版、小説版、劇場版では「アイ君」となっている。
テレビ版漫画 - 大きく成長するが、脱皮はしない。
劇場版 - 出会いの状況が異なり、ランカの歌に反応し発光するという特徴がある。小さいながらもフォールドバリアーを張る能力があり、その力で宇宙に飛ばされたシェリルを守る。バジュラ本星では、背中から翅を生やした姿に変化する。戦役終結後、バジュラ本星に残ったのかどうかは不明とされる。
少女漫画版 - 登場しない（バジュラの幼生は登場する）。

## 第33海兵部隊
先遣調査隊としてガリア4に駐留するゼントラーディ部隊。男性兵士のみの部隊だがクァドラン系バトルスーツが配備されている。第一次星間大戦時にいち早くマクロスと和平を結んだ者と、戦後にやむなく投降して地球側に帰順した者の子孫が混在しており、後者がしばしば規律を乱し指揮系統が機能していない。『マクロスF』第12話「ファステスト・デリバリー」において後者の勢力がシェリル慰問団を人質に叛乱を起こすが、ランカの介入により失敗に終わる。
テレビ版ではその後、フォールド爆弾によって壊滅するが、テレビ版漫画ではフォールド爆弾が使用されないためその後については触れられず、テレビ版小説ではフォールド爆弾による強制フォールドのあと、S.M.Sに救出される。劇場版と劇場版小説には叛乱の首謀者テムジンのみが異なる立場で登場し、少女漫画版には部隊そのものが登場しない。
オゴタイ
声 - 稲田徹
第33海兵部隊の指揮官で、同部隊の母艦であるケアドウル級分離突撃降下艦オケアノスの艦長。階級は少佐。テムジンたちの叛乱を穏便に解決することを望み、シェリル慰問団の派遣を要請する。
モデルは『超時空要塞マクロス 愛・おぼえていますか』のブリタイ7018。
テレビ版小説 - 名前は「オゴタイ1672」。オケアノスはケアドウル級ではなくスヴァール・サラン級となっている。
副長
声 - 麻生智久
オケアノスの副艦長。名前の設定はない。テムジンの叛乱に対し、母艦の艦砲射撃による殲滅を強く進言する。ランカ介入時には、オゴタイがランカを知らなかったことに驚愕し、彼女のことを説明する。
モデルは『超時空要塞マクロス 愛・おぼえていますか』のエキセドル4970。第12話でランカが現れた際に副長が発する台詞「ご存知、ないのですか!?」「超時空シンデレラ、ランカちゃんです！」は、放送当時インターネット上で流行語となった。
テムジン
声 - 金野潤
第33海兵部隊の上級兵士。好戦派で地球文化を拒み、武力により「マイクローン（地球人）」から銀河系の覇者の座を奪回しようとする。グレイスの手引きでシェリル慰問団を人質に部下たちと叛乱を起こすが、ランカの介入で部下たちが戦意を喪失し失敗。自身もアルトに倒される。
『超時空要塞マクロス』のカムジン・クラヴシェラと、『超時空要塞マクロス 愛・おぼえていますか』のカムジン03350を折衷したような外見で、設定画では「カムジン」と名づけられていた。
テレビ版小説 - 乗機はネオ・グラージ。戦後に投降した者の子孫ではなく、大戦時に最も早くからマクロスに味方し、戦後も地球軌道を守ってきた海兵の子孫で、そうした貢献にもかかわらずゼントラーディ人を差別し冷遇する地球人に怒りを向ける。
のちにガリア4で発生した大規模フォールドに巻き込まれて仲間たちと宇宙を漂流していたところを、フロンティア船団を離脱したマクロス・クォーターに拾われる。その後、船団に復帰したマクロス・クォーターとともに船団のバジュラ本星突入作戦を援護する。
劇場版 - アルカトラズ刑務所に収監されている囚人で、ランカのライブ中、隣の囚人にランカのことを説明する。
劇場版小説 - 下巻『サヨナラノツバサ』に名前が出る。短編「アルカトラズ・デイ」では名前はテムジン02356とされている。ゼントラーディの誇りのために戦ったテロリストのリーダーであり、情報通の副官ウィグルを相棒としている。アルカトラズ刑務所で、シェリル救出作戦を鎮圧するために投入されたフロンティアの特殊部隊と戦う。

## 第117調査船団
ランシェ・メイ（蘭雪美）
声 - 坂本真綾
第117大規模調査船団で、マオ・ノーム、グレイスらとともにV型感染症とバジュラを研究していた研究者。ランカとブレラの母親。ランカ妊娠時にはV型感染症に感染していた。グレイスとは、バジュラの調査・利用方法で意見が対立していた。
マオ・ノーム
第117大規模調査船団団長で、ランシェやグレイスらとともにV型感染症とバジュラを研究していた科学者。作中では「Dr.マオ」という呼称で通っており、プロトカルチャー研究の第一人者とされる。
『マクロス ゼロ』に登場するマオ・ノームと同一人物で、シェリルの祖母にあたる。プロトカルチャーが設計した「鳥の人」に搭載されたフォールド鉱石を通じて姉であるサラ・ノームの歌がマオのもとに届いたことから、「鳥の人」の情報を追って第117調査船団が惑星ガリア4に到着したとされている。
劇場版 - 『イツワリノウタヒメ』ではシェリルが「アイモ」について、祖母が「どこかの惑星で聞いた」という歌を、母を通じて受け継いだことを明かす。『サヨナラノツバサ』ではシェリルがグレイスから聞いた話として、バジュラ研究者だった祖母は行方不明になった姉のような歌い手である「風の導き手」を探しており、これによりバジュラとコミュニケーションがとれると考えたと語る。
制作・備考 - 『マクロスF』放映中に発売されたBlu-ray Disc版『マクロス ゼロ』では、シェリルが身に付けているイヤリングがノーム家に由来するものであることを示す描写が追加されている。『マクロス7』の登場人物であるDr.千葉には、マオに師事していたという設定が追加された。
ランシェとマオの消息については、テレビ版においては明確な形では描かれていない。船団壊滅とともに死亡したとする資料もあるが、吉野は「普通に考えたら生存してないでしょう。」としながらも、グレイスが生き残っていたことを例に挙げ「消息不明ということでしょうか。」と解説している。

## 劇場版の登場人物
おもな登場人物はテレビ版と共通で、一部の設定、立場、関係などが変更されている。以下に挙げるオリジナルキャラクターおよび、旧作からのキャラクターは、いずれも劇場版における出番は僅少だが、小説や関連媒体において主人公級の扱いをされているものや、詳細な設定が公開されているものも存在する。
ジュリア・アンジェローニ (Julia Angeloni)
劇場版 - ルカの姉で、三島の婚約者。27歳。マヤン島で慰安旅行中のルカのもとを訪ねた際、ミハエルが口説こうとする。のちに三島の陰謀が明らかになると、S.M.Sによって身柄を保護される。
劇場版小説 - 劇場版とほぼ同じ。ミハエルは口説こうとした場ではジュリアとルカが姉弟であることに気づかず、のちにルカとの会話で知ることになる。
アルカトラズ所長
劇場版 - アイランド・アルカトラズ監獄島の責任者。ランカの熱狂的なファンで、慰問ライブの開催を許可し、ランカのサイン色紙を掲げて満面の笑みを浮かべる。
劇場版小説 - 『劇場版マクロスF（下） サヨナラノツバサ』における扱いは劇場版とほぼ同じ。短編「アルカトラズ・デイ」ではジェームズ・ベイズリーと名づけられている。13歳の娘ウェンディは母をフォールド事故で失って以来不登校となっているが、シェリルの歌をきっかけに生きる気力を取り戻しつつある。自身がランカの熱狂的ファンという描写ではなく、サイン色紙はランカのファンでもある娘に渡す予定であるとされている。
三島よりポストと引き換えにシェリルのプロトコル解析と救出に来るS.M.S鎮圧のために特殊部隊を突入させることへの協力という不本意な指示をされ、さらに特殊部隊がアルカトラズで虐殺を行おうとしていることを知ると、自身の判断で刑務所を封鎖して突入を拒み、特殊部隊が投入した水陸両用多脚戦車オクトスbisに対しては、刑務所の飾り物となっていたデストロイド・トマホークをみずから操縦し、囚人のテムジン02356と協力して戦う。
イサム・ダイソン
声 - 山崎たくみ
劇場版 - 『マクロスプラス』の主人公。『サヨナラノツバサ』では、バジュラ本星における最終決戦においてS.M.S・新統合軍の連合艦隊とともにVF-19EF/Aでフロンティア船団の救援に駆けつける。エンディングクレジットの表記は「イサム」。新統合軍を追い出されたあと、S.M.Sに所属しているという設定。
テレビ版小説 - イサムの『マクロスF』関連作品への登場はテレビ版小説が先で、『マクロスフロンティア Vol.4 トライアングラー』において、2年前にYF-24 エボリューションのテストパイロットを務め、惑星エデンへのバジュラ来襲時、YF-24に搭乗してニューエドワーズ基地から出撃する予備役少佐の話が描かれている。本文中ではこの人物の名前を明かしていないが、BD / DVD『イツワリノウタヒメ』付属のブックレットではイサムと断定し、『マクロス・クロニクル』でもイサムがYF-24のテストパイロットリーダーを務め、小説の記述と同様の功績を挙げたとしている。のちに、『マクロスF』の時代を遡ること19年前の2040年を舞台とする短編「カブキ・ウォーバード」において初めて実名で登場し、惑星エデンに向かう道中の惑星セフィーラで早乙女嵐蔵と出会う物語が描かれる。続編「楽園星天剣酔舞」では惑星エデンに配属後、嵐蔵と再会する。
劇場版小説 - 下巻『サヨナラノツバサ』ではみずからS.M.Sのマクロス・クォーター級クレイジー・ホースに搭載した、VF-19ADVANCE「イサムスペシャル」を駆って大量のゴーストV-9やバジュラを瞬殺して回り、明らかな性能差のあるVF-27βをたやすく撃破する。

## 漫画作品の登場人物

### 『マクロスF』（青木ハヤト版）の登場人物
青木ハヤトによる漫画版『マクロスF』のキャラクターは、ほとんどテレビ版と共通であるが、矢三郎やビルラーは登場せず、嵐蔵も回想シーンにわずかに登場するのみとなっている。以下は本作のオリジナルキャラクター。
エリエラ・ジフォン
新統合軍のゼントラーディ女性VFパイロット。階級は大尉で、腕は確かだが、直情的な性格が災いし、ときに乗機を撃墜される。
テレビ版小説 - 第4巻に登場し、最終決戦を前に控えたアルトに、ランカを信じたいと思いながら、人類に対する裏切りの真偽を問う。のちにゴーストV9との戦いで撃墜されるものの、歌姫の歌によって意識を取り戻し、ふたたび部下たちを率いて戦う。

### 『マクロスF しーくれっとびじょんず』の登場人物
okiuraの漫画『マクロスF しーくれっとびじょんず』は、アルト、シェリル、ランカをはじめとする美星学園とS.M.Sのメンバーを中心に描かれる。以下はオリジナルキャラクター。
サリア・レリア
ゼントラーディ軍の第203基幹艦隊に所属していた少女。艦隊内で文化の収集・記録を行っていたノプティ・バガニスに配属され、仲間がいなくなったあとも一人で文化の記録を行っていた。文化の収集を行っていくうちに機械の整備や改良の技術を身に付けたらしく、独自に改造したリガードでフロンティア船団を襲撃してきたバジュラを撃破する。ライブ会場でシェリルの歌を聴いたことで彼女に恋心を抱き、フロンティア船団の街角で出会ったシェリルにいきなりキスをして告白する。

### 『シェリル 〜キス・イン・ザ・ギャラクシー〜』の登場人物
小山鹿梨子の漫画『シェリル 〜キス・イン・ザ・ギャラクシー〜』は、シェリルを主人公とし、アルト、ランカをはじめとする美星学園のメンバー（ナナセ、クランを含む）、シェリルのマネージャーであるグレイス、ほかの作品とは異なりグレイスの指揮下になくギャラクシー船団元老院の指示で動くブレラといった面々がおもなキャラクターとして登場する。単行本第3巻に描き下ろされた最終話にはS.M.S隊員やキャサリン、三島、グラス大統領もわずかではあるが登場する。以下はおもなオリジナルキャラクター。
天城リリス（あまぎ リリス）
幼少期のシェリルが通う「エラトー音楽学院」の生徒で、クラスでもトップの実力者。インプラントで聴力を強化している。シェリルの才能をいち早く見抜き、ライバル候補として叱咤激励する。歌舞伎役者15代目天城炎十郎の娘で、「歌舞伎に女は不要」という父の考え方からエラトーに預けられた。天城一門が敵視する早乙女一門の矢三郎に恋心を抱く。ギャラクシー船団内に突如出現したバジュラの攻撃からシェリルをかばって命を落とし、シェリルが歌い手として頂点を目指す原動力となる。
スルト
ギャラクシー船団元老院の長。かつては辺境惑星に暮らす少女だったが、バジュラによって家族を奪われ、元老院に拉致されて人間としての尊厳を奪われる。胸にフォールドクォーツを埋め込まれているために高度な知識と超能力を有する。その力を利用してギャラクシーの頂点に上り詰め、ランカの歌によってバジュラを操り、人類と争わせて両者の根絶をもくろむ。しかし、単身で乗り込んできたシェリルの歌によってランカを奪還され、自我を取り戻したブレラの攻撃を受けて致命傷を負う。自分と同じ境遇だというシェリルとランカの心に触れて、自身の死と同時に強化型V型ウイルスを載せたギャラクシー6が地球にフォールドすることを伝え、バジュラの幼生たちに看取られながら最期を迎える。

## 小説作品の登場人物
小太刀右京による小説版に登場する人物。

### 『マクロスフロンティア』の登場人物
おもな登場人物はテレビ版と同じ。登場人物の心理描写やオリジナルエピソードなどが追加されており、テレビ版や関連媒体にわずかしか登場しない人物にもエピソードが設けられ、旧作からも複数の人物を登場させている。
エイジス・フォッカー
特務部隊VF-Xを率いる軍人。階級は大佐。ジェフリー・ワイルダーの教え子のひとりでオズマの統合軍時代の先輩にあたり、三島に関する内偵を進めるオズマらに協力する。
“マンフレート”
テレビ版小説 - マクロス・ギャラクシー船団の電脳空間でグレイス・オコナーらと意識を共有する電子生命のひとり。傲岸不遜な人物で、個人の自由意思には価値を見いださず、「支配のシステム」こそが真に美しく自由であると考えている。ガリア4宙域へ陰謀を探りにきたS.M.Sに対し、グレイスの体のひとつを使いゼネラル・ギャラクシー社製のヴァンダル級臼砲艦「ブルックナー」を指揮して攻撃を仕掛けるも裏をかかれ、自分専用にフルチューンしたイタリアンレッドのVF-22Sを駆りオズマと交戦し敗北する。のちにバジュラ本星にたどり着き野望達成を目前にしながら、自身を嫌悪していたグレイスに切り捨てられる。
かつて第117調査船団就航に関与し、バジュラによって壊滅した同船団の調査責任者を務めたクリティカルパス・コーポレーションのCEO、マンフレート・ブランドは、統合政府内の地球中央主義勢力ラクテンスと結託し、みずから開発した「魔笛（ディ・ツァオバーフレーテ）」を用いたジャミングサウンドシステムによって銀河の通信網を支配しようともくろみ、エイジス・フォッカーに討たれたものの、生前に意識をコンピュータにアップロードして不老不死になる研究をしていたという。
劇場版小説 - 「電脳貴族」と総称される脳のみとなり機械と一体化したギャラクシー船団幹部の一員に加わっている。
三島は超空間共振水晶体（フォールドクォーツ）とジャミングサウンドシステムについて記した「マンフレート論文」を入手してLAIに提供し、のちに電脳貴族から引き出した情報をもとにジャミングサウンド照射システム「魔笛」を完成させる。
キム・キャビロフ
テレビ版小説 - マクロス13艦長。階級は中将。「バンローズ機関」からの情報を受けてバジュラから地球を守る。
劇場版小説 - 下巻『サヨナラノツバサ』では、フロンティア船団救援のS.M.S・新統合軍の連合艦隊司令官としてバジュラ本星に赴く。歌によるバジュラとの和解を行う作戦はワイルダーから聞かされていたが、歌という奇跡にすがることをよしとせず、人命を優先し連合艦隊に総攻撃を指示する。

### 短編作品の登場人物
グリニッジ・メリディアン
「ワイヤード・ウォーリア」に登場。マクロス・ギャラクシー船団情報部監察官で、ブレラが試作機YF-27-3シャヘルの実戦テストで派遣される惑星ネバーの現地工作員。コードネームは「蒼い風」。古風なドレスを着用した小柄な女性で、シェリルのファン。VF-22Sに搭乗し、ブレラの督戦を担当する。任務中、テロリストの攻撃からブレラをかばって死亡する。その正体はギャラクシー船団で開発された試作バイオロイド「子午線01（メリディアン ゼロワン）」で、大脳は死亡したパイロットのものが利用され、新たな人格を植え付けられている。ブレラの本来の任務はこれのテストで、死後、これ以上ギャラクシー船団にメリディアンが利用されることを嫌ったブレラの手により火葬される。
アルバート・コールマン
「インフィニティ」に登場。バジュラの大量発生により廃墟と化したアイランド1の市街地でヴァイオリンを弾く老人。病により死期の迫ったシェリルと出会い、かつてはヴァイオリニスト志望だったが、第一次星間大戦を生き延びたあとは夢を忘れて財産を築き、家族とフロンティアに乗り込んだという自身の生い立ちと、バジュラの脅威に触れて死を意識し、かつてできなかった音楽に打ち込むことにした決意を語る。
ミスミ
「ティア・ドロップ」に登場。新統合軍に編入したアルトが隊長を務めるバトル・フロンティア空母航空団第四戦闘飛行中隊「サジタリウス」にマルヤマ、ジュンとともに所属するアルト直下小隊員で最年少のパイロット。階級は軍曹。入隊の動機となった母を失ったことで、マクロス11にいる姉を頼るべく脱走を試みる。バジュラの攻撃から身を挺して自分をかばったアルトの説得を受けて復帰するが、IFFが破壊されていたために対空防衛デストロイド隊の新人パイロットに誤射され死亡する。

### 『劇場版マクロスF』の登場人物
おもな登場人物は劇場版と同じ。テレビ版小説に比べるとオリジナルの要素は少ないが、終盤のS.M.S・新統合軍連合艦隊が登場する場面において、イサム・ダイソン以外にも旧作の人物を登場させている。
マクシミリアン・ジーナス
バトル7艦長。愛称はマックス。下巻『サヨナラノツバサ』において、フロンティア船団救援のS.M.S・新統合軍の連合艦隊の一員としてバジュラ本星に赴き、妻ミリアとともにVF-25で出撃する。70歳近い年齢であるが、いまだに青年にしかみえない容姿であるとされている。
エキセドル・フォルモ
バトル7参謀。下巻『サヨナラノツバサ』においてマックスとともにバジュラ本星へ赴く。マックス出撃後、艦長代理としてバトル7の指揮を執る。